# Wilson Graniolatti
Wilson Edelber Graniolatti Cha (ur. 23 lipca 1962 w Nueva Palmira) – urugwajski piłkarz występujący na pozycji środkowego obrońcy, obecnie trener.

## Kariera klubowa
Graniolatti rozpoczynał swoją piłkarską karierę w wieku dwudziestu trzech lat w zespole Club Nacional de Football z siedzibą w stołecznym Montevideo. Jego barwy reprezentował bez większych sukcesów przez kilkanaście miesięcy, po czym wyjechał do Meksyku, gdzie wkrótce osiadł na stałe i w tym kraju spędził resztę swojego życia. Najpierw podpisał kontrakt z drużyną Deportivo Toluca, w której barwach zadebiutował w meksykańskiej Primera División 3 sierpnia 1986 w zremisowanym 0:0 spotkaniu z Guadalajarą, natomiast premierowego gola w najwyższej klasie rozgrywkowej strzelił 14 września tego samego roku w przegranej 1:3 konfrontacji z Pumas UNAM. Od razu wywalczył sobie niepodważalne miejsce w wyjściowym składzie i w Toluce występował przez kolejne dwa lata, jednak nie odniósł z nią żadnych osiągnięć. W połowie 1988 roku przeszedł do absolutnego beniaminka pierwszej ligi, Club Santos Laguna z miasta Torreón, gdzie spędził następny rok.
Latem 1989 Graniolatti powrócił do Deportivo Toluca, której barwy tym razem reprezentował przez dwanaście miesięcy, po czym przeniósł się do kolejnego beniaminka, Querétaro FC, gdzie także występował przez rok. W połowie 1991 roku został zawodnikiem ekipy Atlante FC z siedzibą w stołecznym mieście Meksyk. Tam z miejsca został kluczowym punktem defensywy, a w sezonie 1992/1993 zdobył z zespołem prowadzonym przez Ricardo Lavolpe swój jedyny tytuł mistrza Meksyku, tworząc duet stoperów z José Guadalupe Cruzem. W 1994 roku dotarł natomiast do finału najbardziej prestiżowych rozgrywek północnoamerykańskiego kontynentu – Pucharu Mistrzów CONCACAF. Ogółem w barwach Atlante spędził pięć lat, po czym przeniósł się do chilijskiego Deportes Concepción, w którego barwach w wieku 35 lat zakończył karierę piłkarską.

## Kariera trenerska
Bezpośrednio po zakończeniu kariery piłkarskiej Graniolatti został asystentem Ricardo La Volpe – swojego byłego szkoleniowca z Querétaro i Atlante – w drużynie Club Atlas z siedzibą w mieście Guadalajara. W tej roli w wiosennym sezonie Verano 1999 zanotował tytuł wicemistrza kraju, a dwa lata później, wciąż w roli asystenta Lavolpe, razem z nim przeniósł się do Deportivo Toluca. W październiku 2002, kiedy La Volpe został mianowany selekcjonerem reprezentacji Meksyku, Graniolatti objął funkcję pierwszego trenera Toluki, lecz mimo dobrych wyników niespodziewanie zrezygnował z niej już po sześciu spotkaniach. Opuszczony przez niego zespół na koniec jesiennego sezonu Apertura 2002, kończący rozgrywki już z Alberto Jorge w roli szkoleniowca, zdobył mistrzostwo Meksyku. W październiku 2003 został trenerem walczącego o utrzymanie klubu San Luis FC z miasta San Luis Potosí, który trenował przez kolejne pół roku, lecz zdołał odnieść tylko trzy zwycięstwa w szesnastu meczach i w marcu 2004 zarząd zespołu zdecydował się go zwolnić. San Luis na koniec rozgrywek 2003/2004 spadł natomiast do drugiej ligi.
W połowie 2004 roku Graniolatti podpisał umowę z drużyną Tiburones Rojos de Veracruz, gdzie mimo bardzo udanego początku (osiem ligowych zwycięstw z rzędu) nie potrafił odnieść żadnego poważniejszego sukcesu i stracił pracę w lutym 2005. W marcu 2006 zastąpił Benjamína Galindo na stanowisku szkoleniowca zespołu Club Santos Laguna z siedzibą w mieście Torreón. Podczas swojego pobytu w tej drużynie przerwał z nią serię dwunastu ligowych meczów z rzędu bez zwycięstwa, lecz został zwolniony już po upływie sześciu miesięcy, gdy w siedmiu kolejnych spotkaniach nie potrafił odnieść wygranej. W styczniu 2008 objął funkcję trenera drugoligowej drużyny Club Tijuana, z którą w wiosennym sezonie Clausura 2009 dotarł do finału rozgrywek Liga de Ascenso. W 2011 roku był asystentem José Guadalupe Cruza w ekipie Jaguares de Chiapas z siedzibą w mieście Tuxtla Gutiérrez, a w późniejszym czasie powrócił do najwyższej klasy rozgrywkowej w roli pierwszego trenera, wiosną 2012 prowadząc już po raz drugi Deportivo Toluca, lecz z przeciętnym skutkiem.
W czerwcu 2013 Graniolatti został szkoleniowcem klubu, z którym odnosił największe sukcesy w karierze piłkarskiej – Atlante FC, mającego już siedzibę w mieście Cancún. Jego powrót do tego zespołu okazał się jednak rozczarowaniem; nie zdołał zwyciężyć w żadnym z ośmiu ligowych spotkań i został zwolniony już po trzech miesiącach. Przez kolejne półtora roku pozostawał bez pracy, po czym w marcu 2015 po raz kolejny objął zespół Atlante, który w międzyczasie spadł do drugiej ligi meksykańskiej. Jego drugi pobyt trenerski w tym klubie zakończył się z podobnym skutkiem jak poprzedni – przegrał wszystkie z czterech meczów i po zaledwie miesiącu, wraz z zakończeniem sezonu, stracił pracę.